# Скальные жилища Стэнфилд-Уорли
Скальные жилища под утёсом Стэнфилд-Уорли, англ. Stanfield-Worley Bluff Shelter обнаружены в округе Колберт, северо-запад штата Алабама, США. Это один из наиболее важных археологических памятников палеоиндейского (литического) периода. Скальные жилища находятся в Сэндерсон-Коув вдоль притока реки Кейн-Крик примерно в 11 км к югу от Теннесийской долины. Расположенные высоко на скальных утёсах, скальные жилища обеспечивали хорошую защиту своим палеоиндейским обитателям.
В настоящее время скальные жилища Стэнфилд-Уорли включены в список кандидатов на причисление к Национальным историческим достопримечательностям США.

## История
Скальные жилища в Стэнфилд-Уорли были населены начиная с литического периода и вплоть до миссисипского периода. Хорошо сохранившиеся стратиграфические зоны позволяют проследить эволюцию доисторических обществ в северной части Алабамы на протяжении девяти тысячелетий.

### Долтонская зона
Долтонская зона, помеченная как Зона D на фотографии стратиграфических зон, представляет собой переходную палеоиндейскую зону в Алабаме, артефакты которой радиоуглеродным методом относят примерно к 7000 г. до н. э. Артефакты, обнаруженные в данном комплексе в ходе раскопок 1961 г., являются типичными для культуры мобильных охотников-собирателей — это свыше 150 наконечников, а также палеоиндейские односторонние орудия, такие, как скребла и резаки. Наконечники делятся на два типа: палеоиндейские (листовидные наконечники Долтонского типа) и архаические (наконечники типа Биг-Сэнди с боковыми выемками).
К прочим артефактам относятся изделия из древесины, оленьего рога и кости.
Палеоиндейские археологические памятники с сохранившимися образцами фауны и флоры, такие, как жилища Стэнфилд-Уорли, играют важную роль в понимании культурного развития в период, переходный от литического к архаическому. Здесь обнаружены костные останки животных, существующих и в наше время — таких, как олень, белка, индейка и дикобраз. Жилища находятся южнее современного южного предела распространения дикобразов. Кроме того, были обнаружены останки двух вымерших странствующих голубей.
Хотя обитатели долтонской зоны охотились на тех же животных, что и люди более позднего архаического периода, в этой зоне отсутствуют следы сбора раковин или переработки семян (зёрен), характерные для архаических культур.

### От среднего архаического по миссисипский период
Зона B на фотографии стратиграфических зон содержит образцы фазы Морроу-Маунтен среднего архаического периода. В результате раскопок данного промежуточного слоя выявлены три группы человеческих останков, наконечники, костяные шила и другие орудия. Самая поздняя из стратиграфических зон (зона A, на фотографии не представлена) содержит образцы времён от архаического по миссисипский периоды.

## Археологическое значение
К 1960 г. стало ясно, что на севере штата Алабама наблюдается наиболее высокая в США концентрация палеоиндейских памятников. Жилища Стэнфилд-Уорли важны тем, что позволяют установить точную хронологию Долтонских метательных орудий. По данной причине памятник рассматривается во всех крупных обзорных работах по североамериканской археологии.